# Mursan
Mursan is een nagar panchayat (plaats) in het district Hathras van de Indiase staat Uttar Pradesh. 

## Demografie
Volgens de Indiase volkstelling van 2001 wonen er 11.550 mensen in Mursan, waarvan 54% mannelijk en 46% vrouwelijk is. De plaats heeft een alfabetiseringsgraad van 57%. 